# Tractat de Guérande (1365)
El primer tractat de Guérande fou un acord signat el 1365 que va posar fi a la guerra de Successió Bretona que oposava Joana de Penthièvre, neboda de l'últim duc Joan III de Bretanya, sostinguda pel seu espòs Carles de Blois, a Joan II de Montfort, germanastre del precedent. Després de la seva mort, el seu fill Joan V l'Anglòfil reprengué la seva reivindicació i va acabar triomfant a la batalla d'Auray.

## Disposicions del tractat
El tractat establia a Joan IV com a hereu legítim. No rebutjava totalment les pretensions dels Penthièvre, ja que establia la llei successòria a Bretanya de la següent forma:
- El ducat es transmetria de mascle a mascle dins la família dels Montfort;
- Si l'herència quedava vacant passava a la família de Penthièvre, par via femenina, en preferència.

## Conseqüències sobre la successió de Bretagne
La successió de Bretagne fou assegurada per a més d'un segle. Però el tractat no preveia el cas on, en les dues famílies, no hi hagués més que dones. És el que es va produir a la fi del segle XV:
- El duc Francesc II de Bretanya no tenia més que filles;
- Del costat dels Penthièvre no quedava més que Nicola de Penthièvre.

Des de llavors, els dos partits intentaren, abans de la mort del duc, col·locar-se el més favorablement possible en vista de la successió: 
- El partit del duc Francesc II va fer prestar jurament en els Estats de Bretanya a la seva filla Anna de Bretanya, ja titulada duquessa;
- El partit del rei de França també es va moure: el 3 de gener de 1480, Lluís XI de França va redimir els drets dels Penthièvre per 50.000 escuts que va pagar a Nicola de Penthièvre, venda i renúncia confirmada a Anna de Beaujeu el 1485.

La imprecisió de l'estatut successori a Bretagne complica la tasca dels juristes:
- d'un côté, si la Bretagne est une succession noble classique, il est tout à fait possible de la vendre, ou de vendre ses droits à la succession (cas par exemple du Dauphiné de Viennois) ;

- D'un costat, si Bretanya era una successió noble clàssica, era possible de vendre-la, o de vendre els seus drets a la successió (cas per exemple del Delfinat Vienès);

- D'altra banda, des del tractat de Guérande, els ducs de Bretanya es titulaven duc de Bretanya per la gràcia de Déu (cosa no reconeguda pel rei i contradit per diversos actes ducals envers la família de Penthièvre al segle següent); si la corona de Bretanya no depèn més que de Déu, com la corona de França, els drets successoris són inalienables (i per tant la seva venda és nul·la i sense efecte).

Altres elements venen encara complicar la determinació de l'hereu legítim:
- en 1420, les Penthièvre ont été déclarés traîtres par les États de Bretagne, et privés de leurs droits, honneurs et noms de Bretagne et leurs possessions ont été confisquées, car ils ont traîtreusement enlevé le duc Jean ;

- el 1420, els Penthièvre havien estat declarats traïdors pels Estats de Bretanya, i privats dels seus drets, honors i noms de Bretanya, i les seves possessions havien estat confiscades, ja que havien agafat per traïció al duc Joan;
- el 1448, el comtat els fou restituït contra una renúncia als seus drets (invàlida en el cas d'una successió per la gràcia de Déu);
- Després el duc de Bretanya va escriure a Joan I de Châtillon, comte de Penthièvre, que renunciava a la clàusula d'abandó dels drets a la successió d'aquest; el comte de Penthièvre, per la seva part, li va prometre no prevaler-se d'aquesta carta. La primera carta fou cedida al rei de França el 1480 per Nicola de Penthièvre, amb els drets sobre el ducat; aquesta carta fou reclamada per Francesc II al rei de França, però aquest es va negar a retornar-la;
- el 1465, el comtat de Penthièvre és de nou confiscat pel duc, sense que hi hagi precisions sobre les conseqüències jurídiques d'aquesta confiscació.